# Nuno Gonçalves
Nuno Gonçalves foi um pintor português do século XV. A elaboração da sua biografia não é fácil, considerando a escassez de elementos concretos. 
Podemos admitir que tenha nascido entre 1420 e 1430. O seu nome foi registado em 1450 como pintor da corte de Afonso V, mas nenhum trabalho inequivocamente seu sobreviveu até hoje. Há, no entanto, fortes indicações de que tenha sido ele a pintar os Painéis de São Vicente de Fora, uma obra-prima da pintura portuguesa do século XV, na qual, com um estilo bastante seco mas poderosamente realista, se retratam figuras proeminentes da corte portuguesa de então, incluindo o que se presume ser um auto-retrato, e se atravessa toda a sociedade, da nobreza e clero até o povo.

## Obra

Painéis de São Vicente de Fora, no MNAA

Aparentemente foi pintor de D. Afonso V em 1450. Francisco de Holanda no seu Da Pintura Antiga (Lisboa, 1548), refere-se a Nuno Gonçalves como uma das "águias", um dos mestres do século XV, mas o seu nome e os seus trabalhos perderam-se na história. 
A sua obra prima para a catedral de Lisboa foi destruída no terramoto de 1755, e a sua outra obra com o tema de São Vicente, o santo patrono de Lisboa e da casa real de Portugal, esteve desaparecida até 1882, quando foi descoberta no convento de São Vicente. Não foi senão em 1931, quando sua obra foi exposta em Paris, que Gonçalves recebeu o reconhecimento internacional que merecia. O Políptico de São Vicente (hoje no Museu Nacional de Arte Antiga, Lisboa) consiste em seis painéis, dois largos e quatro mais estreitos, dominado pela figura de São Vicente.
O primeiro estudo científico sistemático, que envolveu uma plêiade de cientistas, historiadores de arte e técnicos, ocorreu em 1994. Nesse trabalho, além de ser feito um balanço historiográfico mais ou menos fundamentado, tiraram-se algumas conclusões interessantes sobre a tecnologia de produção do painel. No entanto, as análises feitas (radiografia, reflectografia de infravermelhos, identificação de pigmentos, entre outras) não permitiram datar a obra.
Graças a estudos científicos de dendocronologia realizados em 2001, sabe-se que os Painéis só podem ter sido pintados na década de 40 do século XV. Uma investigação publicada em 2000 permitiu detectar a assinatura do pintor (NGs) e uma data (1445) na bota duma das figuras. Ambas as investigações fizeram cair por terra a opinião dominante de que os painéis seriam da década de 70 e relacionados com a conquista de Arzila por D. Afonso V, permitindo agora constatar que se referem antes ao período da Regência do Infante D. Pedro, o que a torna uma das maiores, se não a máxima obra-prima da pintura europeia da primeira metade do século XV.

## Nuno Gonçalves nosPainéis?

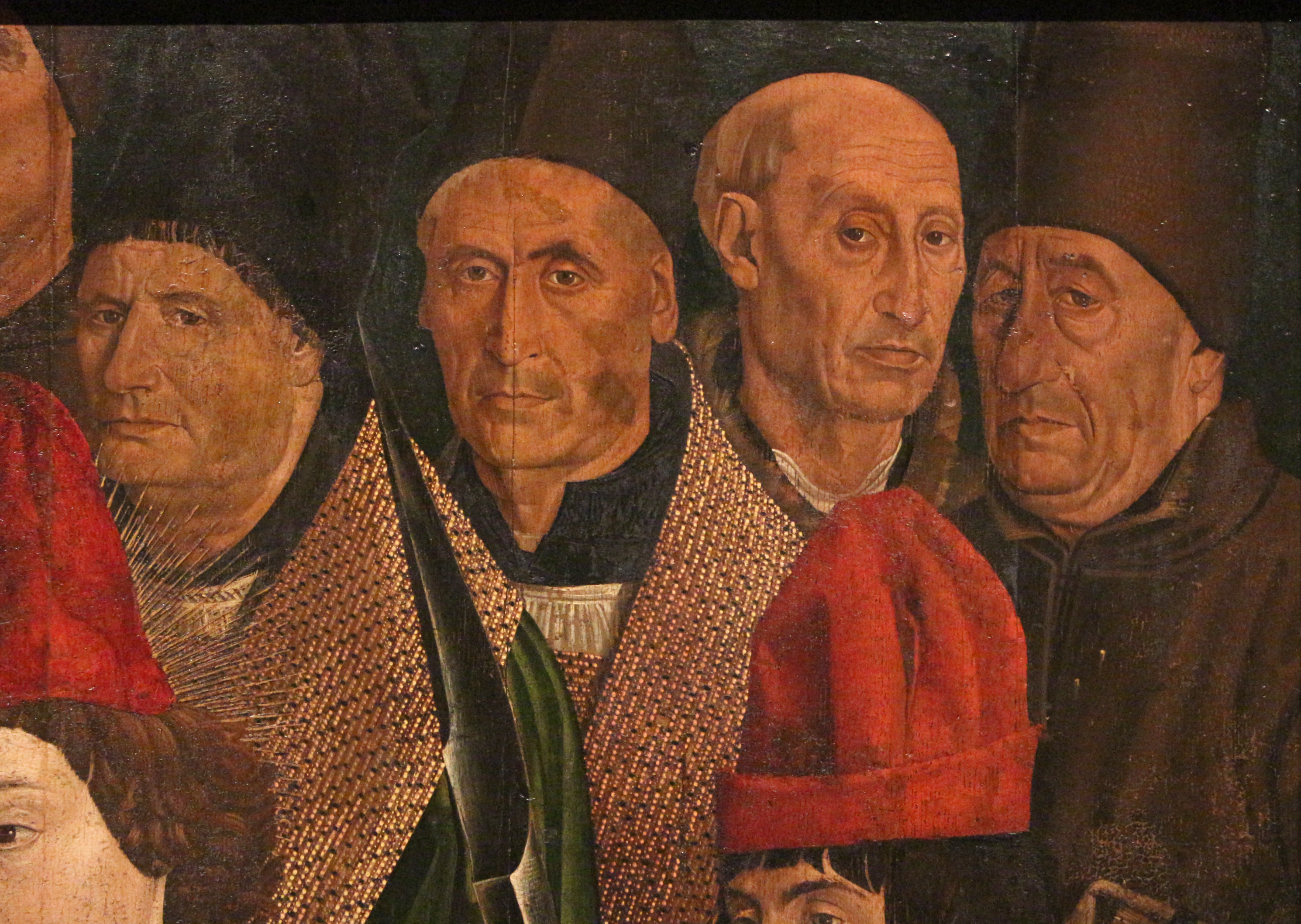
Possível Auto-retrato de Nuno Gonçalves (segundo do lado direito)

Segundo José Saraiva, no Painel do Arcebispo, junto à cabeça do que se julga ser o cronista Fernão Lopes e quase encostando-se a ela vê-se uma personagem de cabeça calva e destapada que considera ser a do Autor dos Painéis de São Vicente de Fora. José de Figueiredo sugeriu que o artista estava no canto superior direito do Painel do Infante, mas para Saraiva o pintor não deveria encontrar-se no painel mais nobre de todo o Políptico onde está agrupada a família de Avis e, num plano mais recuado, os altos dignitários da corte do Regente D. Pedro. Não poderia ser escalado para o artista um lugar neste painel por maior que fosse o seu talento e categoria. O lugar do artista do pincel estaria naturalmente indicado ao lado do artista da pluma.
Em abono da sua identificação, alegou José de Figueiredo o facto de parecer que a figura que ele aponta como a do pintor estar a fitar um espelho, o que o levou a crer estar ali um auto-retrato. Mas, segundo José Saraiva, a mesma circunstância ocorre também na cabeça que se encosta à de Fernão Lopes, sendo possível que a amizade tivesse grande parte na aproximação dessas duas cabeças.